# Ernfrid Blomström
Ernfrid Blomström, född 15 juli 1888 i Ljusterö församling , död 24 november 1971 i Bromma, var en svensk byggnadsingenjör och arkitekt.
Efter byggnadsingenjörsexamen var han verksam hos arkitekt Carl Bergsten, bland annat vid uppförandet av Liljevalchs konsthall. 1926 ritade han prästgården i Sundbybergs församling. 1929-1953 vad han anställd Kooperativa förbundets arkitektkontor. Han drev därefter eget arkitektkontor, innan han tillträdde en anställning hos arkitekt Leo Uulas där han var verksam till en ålder av 77 år.